# Kirkeby
Kirkeby är en tätort i Svendborgs kommun i Region Syddanmark i Danmark. Tätorten har 563 invånare (2024). Den ligger på Fyn, cirka 7,5 kilometer nordväst om Svendborg.